# Coupe du monde féminine de volley-ball 2011
Navigation
Coupe du monde 2007 Coupe du monde 2015
La Coupe du monde de volley-ball féminin s'est déroulée au Japon, du 4 novembre au 18 novembre 2011, dans six villes hôtes et sept sites de compétition.

## Formule de compétition
La Coupe du monde de volley-ball regroupe 12 équipes. Elle se compose des champions de cinq continents (Asie, Amérique du Nord, Amérique du Sud, Afrique, Europe), des quatre vice-champions les mieux classés au classement FIVB, du pays organisateur et de deux équipes invitées ("wild card").
Les matches seront disputés en Round Robin. Chaque équipe rencontrera les autres (au total, 11 matches par équipe).
Les 3 premières équipes se qualifieront pour les Jeux olympiques d'été de 2012.

## Équipes présentes
| Équipe                 | Qualifiquation                             |
| ---------------------- | ------------------------------------------ |
| Japon                  | Pays hôte                                  |
| États-Unis             | 1er du Championnat d'Amérique du Nord 2011 |
| République dominicaine | 2e du Championnat d'Amérique du Nord 2011  |
| Serbie                 | 1er du Championnat d'Europe 2011           |
| Allemagne              | 2e du Championnat d'Europe 2011            |
| Chine                  | 1er du Championnat d'Asie 2011             |
| Corée du Sud           | 3e du Championnat d'Asie 2011              |
| Kenya                  | 1er du Championnat d'Afrique 2011          |
| Algérie                | 2e du Championnat d'Afrique 2011           |
| Brésil                 | 1er du Championnat d'Amérique du Sud 2011  |
| Italie                 | Wild Card                                  |
| Argentine              | Wild Card                                  |

## Compétition

### 1ertourdu 4 au6 novembre 2011
- Hiroshima

- Nagano

### 2etourdu 8 au9 novembre 2011
- Hiroshima

- Toyama

### 3etourdu 11 au13 novembre 2011
- Sapporo

- Okayama

### 4etourdu 16 au18 novembre 2011
- Tōkyō

- Tōkyō

### Classement final
| #  | Équipe                 | Pts | J  | G | Gt | Pt | P  | Sp | Sc | Ratio | Pp  | Pc  | Ratio |
| 1  | Italie                 | 28  | 11 | 8 | 2  | 0  | 1  | 31 | 8  | 3.875 | 931 | 721 | 1.291 |
| 2  | États-Unis             | 26  | 11 | 8 | 1  | 0  | 2  | 27 | 10 | 2.7   | 892 | 726 | 1.229 |
| 3  | Chine                  | 26  | 11 | 7 | 1  | 3  | 0  | 30 | 13 | 2.308 | 997 | 821 | 1.214 |
| 4  | Japon                  | 24  | 11 | 7 | 1  | 1  | 2  | 27 | 11 | 2.455 | 889 | 739 | 1.203 |
| 5  | Brésil                 | 21  | 11 | 5 | 3  | 0  | 3  | 25 | 16 | 1.563 | 941 | 808 | 1.165 |
| 6  | Allemagne              | 20  | 11 | 5 | 1  | 3  | 2  | 25 | 17 | 1.471 | 944 | 871 | 1.084 |
| 7  | Serbie                 | 18  | 11 | 5 | 0  | 3  | 3  | 22 | 19 | 1.158 | 926 | 877 | 1.056 |
| 8  | République dominicaine | 12  | 11 | 2 | 3  | 0  | 6  | 17 | 25 | 0.68  | 861 | 927 | 0.929 |
| 9  | Corée du Sud           | 11  | 11 | 3 | 0  | 2  | 6  | 13 | 24 | 0.542 | 709 | 838 | 0.846 |
| 10 | Argentine              | 9   | 11 | 3 | 0  | 0  | 8  | 9  | 26 | 0.346 | 686 | 809 | 0.848 |
| 11 | Algérie                | 3   | 11 | 1 | 0  | 0  | 10 | 4  | 31 | 0.129 | 544 | 854 | 0.637 |
| 12 | Kenya                  | 0   | 11 | 0 | 0  | 0  | 11 | 3  | 33 | 0.091 | 561 | 890 | 0.63  |

## Qualification Olympique
Les équipes qualifiées pour les Jeux olympiques de 2012 sont : 
- Italie
- États-Unis
- Chine

## Distinctions individuelles
- MVP : Carolina Costagrande
- Meilleur Marqueuse : Bethania De La Cruz
- Meilleur Attaquante : Destinee Hooker
- Meilleur Contreuse : Christiane Fürst
- Meilleur Serveuse : Bethania De La Cruz
- Meilleur Passeuse : Yoshie Takeshita
- Meilleur Libéro : Nam Jie Youn
- Meilleur Réceptionneuse : Fabiana de Oliveira